# Arachniodes yoshinagae
Arachniodes yoshinagae är en träjonväxtart som först beskrevs av Mak., och fick sitt nu gällande namn av Ren-Chang Ching. Arachniodes yoshinagae ingår i släktet Arachniodes och familjen Dryopteridaceae. Inga underarter finns listade.